# Josef Caro
Josef Caro (Joseph ben Ephraim Karo), född 1488 i Spanien, död 1575 i Israel, var en framstående rabbin inom den sefardiska inriktningen. Författare till lagsamlingen Shulchan Aruch ('det dukade bordet').